# 勇者前線
《勇者前線》是日本Alim推出的一款手機網路角色扮演游戏。先後推出台灣版和國際版。

## 系統
為融合卡牌以及傳統回合制，再加上育成要素的手機RPG遊戲，有半離線式網路同玩要素，玩家可以和網友培育的角色一同出戰，而不限於網友必須在線。
- 任務（QUEST）

主線劇情
宏偉任務
- 混沌之門（Events）
- 團戰

等級 ★（RC1）
等級 ★★（RC2）
等級 ★★★（RC3）
等級 ★★★★（RC4）
等級 ★★★★★（RC5）
等級 ★★★★★★（RC6）（期間限定）
開拓局
召喚術研究所
帝都圖書館
管理局 (キー、スロット)
交換所 （スフィア交換所）
調合所（ギルド公認調合所）
- 競技場（Arena）

地下競技場
- 夥伴（Units）
- 村莊（Town）

## 世界觀
故事背景為發生人神戰爭的「蓋亞大地」，而玩家為「愛克拉斯召喚院」的召喚師，目的是打倒控制著世界的眾神。

## 遊戲主線

### 第一部
- 1-1 米斯特菈爾群島 米斯特菈爾
- 1-2 米斯特菈爾群島 摩根
- 1-3 米斯特菈爾群島 聖拉彌亞
- 3-1 巴爾米納群島 阿姆達爾
- 3-2 巴爾米納諸島 安瑟維斯
- 3-3 巴爾米納諸島 巴爾米納
- 4    利澤里亞
- 5-1 萊邦
- 5-2 阿格尼地區 阿格尼
- 5-3 阿格尼地區 米露瓦納
- 1-3 米斯特菈爾群島 聖拉彌亞
- 6-1 烏莉克夏地區 萊娜菈
- 6-2 烏莉克夏地區 烏莉克夏
- 6-3 烏莉克夏地區 阿爾達利亞
- 7    阿闥法
- 8    巴瑠拉

## GQ

### 曉的召喚師
- GQ1魔神的胎動「魔神の胎動」
- GQ2高傲戰士的狂宴「誇り高き戦士の狂宴」
- GQ3蒼魂的覺醒「蒼き魂の覚醒」
- GQ4赤紅鬼神的咆哮「紅き鬼神の叫び」
- GQ5破曉的老將「暁の老将」
- GQ6通訊士漫長一天「通信士の長い一日」
- GQ7虛假庭院「虚像の庭」
- GQ8 歪斜鏡影「歪んだ鏡影」
- GQ9後悔與願望「後悔と願い」

### 英雄列傳
- GQ1希望再次相聚「希望は集う」
- GQ2巴爾米納的四戦士「パルミナの四戦士」
- GQ3十翼的破壞者「十翼の破壊者」
- GQ4堅信的道路「信じるべき道」
- GQ5寄託的心願「託された願い」
- GQ6導引者們「導きし者たち」

## 夥伴

### 主要角色
媞莉絲
奉門神—路西亞斯之命，前來引導「玩家」的女神。個性天真爛漫又有點迷糊。
卡爾（Karl）
「玩家」的好友。「阿克拉斯召喚院」—第二十四魔神討伐隊雷布恩斯通稱「二四」的隊長。
二四在魔神討伐隊中是數一數二的強隊，深獲召喚院高層的信賴。卡爾本身的實力也是有口皆碑，他成功討伐魔煌龍薩加姆倫古的事蹟聞名。更有青梅竹馬的召喚師近來非常活躍的傳聞。
榭莉雅（Seria）
魔神討伐隊所屬的召喚師。
在五年前是魔神亞雷克摩斯討伐隊的隊長，但在團戰時，因一名新人召喚師的失誤，導致榭莉雅以外的成員全數被殲滅。這事令榭莉雅十分討厭新人。
擁有「智召喚位『鬼神』」稱號。
路吉納
第二十三魔神討伐隊的隊長，實力不錯但嘴賤，非常自以為是。
芭黎絲
ランドール皇国的皇族護衛部隊的所屬召喚師，漂亮成熟的大姐姐，個性穩重。
古拉登斯
年輕時被稱為「最初的召喚師」的強者。

### 六英雄
瓦爾加斯
出身於阿格尼帝國，六英雄之一。
亡父為阿格尼騎士團的團員，一直希望能成為超越父親的騎士，為此不斷地進行修行，尋找強勁的對手，人稱「劍豪」。
其後對自己的力量有自信的瓦爾加斯，通過入團測試進入阿格尼騎士團，其後被女劍士菈薇打倒後，對自己的過度自信感到羞恥，而展開修行旅程，精進劍術。
在嚴苛的修行中，練成火纏大劍的技術，甚至能與打敗自己的菈薇打成平手。持續著旅程的瓦爾加斯在世界各地與強敵對戰，成為了當地的傳說。
在諸神之戰爆發時前往前線，以精湛的劍術打倒諸神。其奮戰的身影，令恐懼的人們得到勇氣，成為人類方展開反擊的契機。其後他在最前線不斷奮戰、拯救民眾，其存在被諸神所畏懼。
這樣的瓦爾加斯因神軍的壓倒性戰力受傷倒下。在意識漸遠時，聽到好敵手菈薇的聲音；「我把我的翅膀送給你。我已經沒必要使用它。」，甦醒過來的瓦爾加斯，背部出現了燃燒著的炎之翼，但卻沒能找到菈薇的身影。
賽蕾娜
出身於莎瑪王國，六英雄之一。
海洋漂泊者自治區莎瓦特的族長的女兒，自幼就訓練著傳統長劍劍術，其才能在各族長候選人當中最傑出，在14歲時，當時的族長希望賽蕾娜能收下族長之證—寶劍蕾克希達，但她因認為自己太年輕以及經驗不足，而拒絕接受。
在18歲那年才因周遭的壓力而收下寶劍，而一直被拒收的寶劍蕾克希達與賽蕾娜十分契合，令她的劍術提升至更高的境界，幾經磨練後甚至能感到冰冷。據與她交戰的人所說，在交戰前就會因感到那冰冷的魄力而顫抖。
在莎瑪王國內亂時，以族長身份帶領莎瓦特之民協助國王軍，取得巨大戰果。因這份功續，莎瑪國王把擁有救國英雄意思的「吉爾•德•菈薇」的稱號賦予給她。雖然莎瓦特之民感到榮幸，但據說當時的賽蕾娜一直想著應該如何推拒絕這項殊榮。
在諸神之戰爆發時，她拒絕莎瑪王國的招募，帶領莎瓦特之民拯救各地無力的民眾。猶如呼應那她一直訓練著的長劍技一樣，寶劍蕾克希達發揮出它直正的力量，發出青白的冰氣把諸神斬殺。其身影帶給民眾勇氣，令諸神感到恐懼。
拯救民眾，帶領莎瓦特之民與諸神戰鬥，在漫長的戰爭中同伴一個接一個倒下。在自身成為最後一人時，試圖自殺，但被寶劍蕾克希達所制止。那是在過去的戰鬥中消逝的同伴們的聲音，同伴的靈魂寄宿在寶劍上，手持寶劍戰鬥的她的身姿以過去更加堅強美麗。
蘭賽爾
出身於烏莉克夏公國，六英雄之一。
本是貴族出身的文靜少年，在某日在家中的倉庫中發現魔槍德雷瓦斯後，決心要離家修行。雖然受到雙親的激烈反對，但最後蘭賽爾還是離家出走，帶著德雷瓦斯以及少量行李踏上旅程。有傳聞，蘭賽爾能夠聽到槍的聲音。
蘭賽爾在各地持續修行著，與他對戰的對手除了因魔槍德雷瓦斯而震驚，也對蘭賽爾的優秀槍術感到驚訝。雖然蘭賽爾本身作為槍兵的經驗不豐，但每個見識過他的華麗槍術的人們，皆稱贊他是天才，而蘭賽爾本人對此事感到厭惡，經常帶著鬱鬱不歡的表情。
在持續著的修行之旅中，他成功把世界樹亞魯特龍從封印中解放。蘭賽爾的旅程之所以毫無迷惘，似乎是因為他從最初開始就有為亞魯特龍解開封印這個明確目標，雖然後世的歷史學家在他的傳記中得知這點，但這究竟是不是真實就無人得知。
他在解開了世界樹的封印後，就把行蹤隱藏起來，直至諸神之戰開始，才再次在眾人面前露臉。手上的魔槍德雷瓦斯已經是覺醒姿態，身體並寄宿著世界樹的力量。他持續以壓倒性的力量把諸神貫穿，據聞他從未從軍，其槍只會為民舞而揮舞。
為了民眾，持續以魔槍德雷瓦斯與諸神戰鬥。在大戰後期，雖然戰鬥力漸漸增強，但同時他的身體漸漸被魔槍侵蝕。那槍會令使用者飽受「變質成自然的一部份」的詛咒。即使蘭賽爾知道自己的未來會變得如何，依然毫不猶豫持續著戰鬥。猶如既然自己的消失已成事實，不如令自己快樂一點。
艾捷爾
出身於亞達爾瓦共和國，六英雄之一。
於一個古老礦山中長大，自幼就幫手工作，對這毫無變化的日子感到反感，而成為賞金獵人，開始消滅魔物的旅程。籍著在礦山工作所鍛煉出來的身體，能使出只以一擊就能令平凡魔物死去的豪劍。有傳聞艾捷爾雖然措辭粗野，但若對方是女性的話就會變得有禮。
成長至能獨力打倒大型魔物的他，深信著自己是最強。但是，當他看見到率領亞達爾瓦共和國正規軍的雷星姬艾米莉雅與魔物戰鬥的場景時，他深知道自己的未成熟。之後的艾捷爾，為了改善這種只用蠻力打倒對手的戰鬥方式，而尋找與劍豪對戰的機會。
在修行旅程中，你被消滅的轟獸加爾班德的寶物當中，發現了雷劍巴托塔。這寄宿了雷光之力的劍，將艾捷爾的劍技引領到另一個境界，據說他的斬擊能將堅硬的鎧甲猶如紙一樣地斬開。這強大的力量，令人們讚頌他為「雷武王」，成為為數不少的英雄故事傳頌著。
在諸神之戰時，不屬任何軍隊的他，一騎當千之力以及難以捉摸的行蹤，令敵軍陷入苦戰。將亞達爾瓦共和國的將軍雷星神艾米莉雅從困境中救出的故事，在大戰已經成為傳說的現在，不論男女老幼，依然在們間流行著。
在與神軍激鬥中，將共和國的女將軍艾米莉雅從困境中救出的艾捷爾，在聽到艾米莉雅對他說的話後，他的能力進一步地開花，得到爆發性的破壞力。其後艾捷爾自滿地將此事告訴給戰友，當時的那番話是「你並不是一個普通的笨蛋。而是一個值得尊敬的大笨蛋」。
雅特洛
出身於菈薇妲共和國，六英雄之一。
孤兒出身，被修道院養育成人，他本身也期望能成為一位修道士。但是，在修道院被盜賊團襲擊時，他以樹技把襲擊者全部擊退，院長見到此事後，就提出雅特洛向維坦劍術的名師拜師。雅特洛聽從有養育之恩的修道院長建言，踏上劍士之路。
聽從如父親一樣的修道院長的建言，在維坦劍術的名師下持續修行的雅特洛，他的劍術才能開花結果。那出色的劍術，再加上在修道院長大因而養成的清廉，令他很早就被稱為『劍聖』。但本人並沒理會這點，依然每日反覆地進行修行。
把在聖蹟中從沒有人拔出的光劍悠利雅斯出鞘，成為名符其實的劍聖。傳說中由諸神所鑄造的悠利雅斯有著絕大威力，聽說與尋求劍聖之名，前來挑戰的劍士對戰時，雅特洛都決不會將光劍出鞘。
在諸神開始侵略後，他為了戰鬥究竟是不是正確此事而苦惱，但當把他養育成人的修道院被諸神破壞後，下定決心要抗戰到底。那戰鬥身影已全無昔日的優雅，任由心中的怒火燃燒，把眼前的諸神砍殺，那宛如修羅一般的姿態，已經與劍聖之名相差甚遠。
因修道院被破壞，怒火中燒化為修羅，持續著戰鬥的雅特洛，在過程中，傳說中的光劍悠利雅斯折斷了。因衝擊而回復自我的雅特洛，對自己的未成熟感到慚愧，向光劍發誓要再度為守護民眾而揮劍。這份決意令悠利雅斯發出眩眼光芒，傳聞隨著劍的復蘇，令諸神比以往更加防範著他。
馬可魯斯
出身於巴瑠拉帝國，六英雄之一。
騎士團團長之子，自小被灌輸要令巴瑠拉帝國實現悲願「統一全大陸」這一思想。在16歲時就有把所有阻礙皆以力量排除的強烈意志，身兼能實現這意志的實力，成為騎士團的一員。在騎士團中的的才能進一步發展，有傳言他將會是下一任團長。
雖然是符合騎士團下任團長傳言的實力者，但在當時，身為團長的父親在政治鬥爭中失勢，全家從此遷離帝都。伴隨怒氣持續著修行，馬可魯斯的槍術日趨激烈，能以一擊把重裝兵的鎧甲貫穿。關於他的傳聞傳至首都，令把他流放的騎士們令到恐懼。
在馬可魯斯的實力成長至被稱為最強時，在家中的雙親遭到暗殺。憤怒的馬可魯斯如發瘋一樣，把所有認為是犯人的騎士毫不留情的殺死，由於在那些騎士中有不少強橫霸道的人，令人們都支持他。據說他戰鬥時身上會伴隨黑色火炎，給予高傲的騎士們恐怖，帶給人民們勇氣。
在得知把雙親暗殺的犯人是畏懼馬可魯斯力量的皇帝後，為復仇而前往帝都的途中，諸神之戰開始了。在以皇帝為目標的旅程中，曾幾度打倒諸神的他，受到人們的進一步稱贊。然而，不論是甚麼歷史書，皆沒記載到他復仇之旅的結果。
以向暗殺雙親的皇帝復仇為目標，把無數的諸神打倒的他，被更上位神直接狙擊他的性命。一場嚴峻的戰鬥展開，馬可魯斯為了生還下來，而選擇了施展把諸神之力奪取過來的術式。把諸神的裝備和能力附在身上的馬可魯斯，不再是人類之身，其姿態已變得如異形一般。

### 阿格尼帝國
傑魯加爾
在諸神之戰中毀滅的阿格尼帝國領地內的密林中被發現的少年。
最初發現他時，完全像個野生動物一般，無法理解人類語言。但，相對地擁有相當高的體能，能夠輕易地迴避一般騎士的攻擊。但從傑魯加爾拳頭上長出的特殊利爪卻無法單純地用生長於叢林來解釋，因此關於他的出身，至今仍有各式各樣的說法。
接受帝國保護後，除了原先生長在原始環境造就的高度體能外，更喚醒了體內能使野獸臣服的能力。此外，生長於拳頭上的利爪也進一步成長，其威力據說能貫穿鎧甲。生長在原始環境的傑魯加爾，為何願意聽從阿格尼帝國的命令，目前雖有各種說法，但真相依舊不明。
莉莎
在諸神之戰中被毀滅的阿格尼帝國出身的魔法師。
為了達成家人的期望而加入了巫女訓練所，但無法捨棄少女時成為魔法師的夢想，因而逃離了訓練所。
自學並成功習得了炎之魔法的莉莎，在帝都郊外私下開始了魔法師的工作。工作內容與其說是魔法師，更像是跑腿代辦，但因為能力受到肯定，後來被挖角加入了帝國軍。
加入帝國軍後，主要執行討伐魔物的任務，擅長炎之魔法，能帶給相剋屬性的對手極大傷害，但由於是自學的關係，莉莎無法使用依靠口語傳承下來的魔法，在後世發現的她的日記中，記錄著她對自己的瓶頸感到苦惱。日記當中也記載了當時的魔法知識，是今日研究魔法時的重要資料。
雷那德
盤據在諸神之戰中被毀滅的阿格尼帝國周邊的盜賊，為暗中進行活動的盜賊團首領。
在孤兒院度過童年的他，在得知帝國的補助金被貪瀆的官員榨取後，便帶著滿腔怒火離開了孤兒院，成為一名廣為人知的盜賊。大家都知道他的目標是有不良風評的官員、軍人和商人。他雙手所持的刀刃，雖然曾傷及目標，卻從不取人性命。
因為「劫富濟貧」的單純理念，雷那德成了率領眾多部下的大盜賊團首領。在諸神之戰爆發後，他拿起了長劍，為拯救民眾而奮戰，但過去曾被他妨礙的瀆職官員卻藉機追捕他。同時與諸神和帝國雙方為敵的雷那德，據說迎向了極其壯烈的結局。
阿格尼
諸神之戰中被毀滅的阿格尼帝國皇帝之弟，也是阿格尼帝國軍的最高統帥。
文武雙全、光明磊落的他，非常受到帝國軍的信賴。比起身為皇帝的兄長還要受到民眾愛戴，但本人對此卻引以為懼，據帝國史記載，為了表示對兄長的服從，阿格尼總是以鐵面具示人。關於他的容貌，至今仍引起無數的揣想。
在諸神展開侵略時，身先士卒地突破戰局。在阿格尼帝國中，擁有和劍豪瓦爾加斯同樣的高人氣，也有許多戲劇以他作為題材。但關於他最後的結局卻是充滿謎團；有傳言說他被畏懼他實力的皇帝暗殺了，也有傳言說他因為謀反失敗而被處決。
菈薇
在諸神之戰中被毀滅的阿格尼帝國出身的菁英劍士，在帝國主導的最高機密計畫下誕生。
從誕生後便為了成為最強的劍士而被施以嚴格的訓練。在14歲時便當上騎士團的首席。
由於教育方針只著重劍術培養，因而使菈薇的人格發展產生若干問題，除了軍令以外，與他人幾乎沒有互動，也因此被其他團員疏遠。
因人格發展問題而變得極端厭惡與他人接觸，然而在與眾所矚目的新人瓦爾加斯決鬥並勝利後，感受到身為劍士的喜悅。此後便積極接近她所認同的強者。當時的騎士們，將「被她搭話」這件事視為無上的光榮。
經歷與無數強者的決鬥，傳說其力量已可媲美炎神。在諸神之戰中充分發揮力量，身為守護阿格尼帝國的關鍵人物，得到騎士團和貴族們的壓倒性支持。但根據傳聞指出，比起與諸神戰鬥，本人似乎更想與成為人民英雄的瓦爾加斯再次交手。
加蘭德
活躍於在諸神之戰中被毀滅的阿格尼帝國之鍛造師。
家中從祖父那一代起就以鍛造師為業，自幼便為了繼承家業而接受訓練，擁有出眾的腕力。然而當加蘭德長到十來歲時，逐漸對繼承家業產生抗拒，轉而和一群同夥到處為非作歹。雖然如此，但每當他看到武器或防具被糟蹋時就會狂怒不已，因此夥伴們帶著諷刺的意涵稱他為＂鍛冶屋＂。
之後的加蘭德因受到他的師父，同時也是他的祖父遺言之啟發，開始認真踏上鍛造師一途。技術有了顯著成長的他，經常將祖父的訓誡掛在嘴上：『鍛造師鑄造的不單純是武器或防具，能夠鑄造出讓使用者願意鍛鍊自身精神的作品，才稱得上是真正的鍛造師。』
僅記者祖父遺言而持續進行修行的加蘭德，身為鍛造師的技術更加登峰造極。之後他為了鑄造最完美的作品，踏上了蒐集素材的旅途。在旅途中他得到了來自星星的贈禮，雖然無法得知他是如何取得這項素材的，但加蘭德以這項素材和自身精湛技術所鑄造的頭盔，成為了傳說中的夢幻逸品。
蘭西亞
在被諸神之戰毀滅的阿格尼帝國中，經營著一間小餐館的少女。
她經營的＂蘭蘭亭＂，由於烹調食材的火侯拿捏得宜且料理的份量十足，而成為人潮絡繹不絕的知名店家。但對自己烹調出的料理仍不滿意的蘭西亞，決定踏上尋找新食材的旅途。據說當她在未開拓區域遭遇到凶暴的魔物時，不但一點都不畏懼，反而開心的拿出平底鍋並升起火為烹調做準備。
在尋找新食材的旅途中，她來到了深受水龍‧雷格托斯所苦的海濱漁村。見到因為雷格托斯而無法出海捕魚、忍受著飢餓之苦的村民，蘭西亞無視敵人是能剋制自己的水屬性，依然向其挑戰。打倒雷格托斯的蘭西亞，之後將其當作食材製成＂雷格托斯烤魚串＂，讓村民們飽餐了一頓。
在世界各地流浪的蘭西亞，為了取得終極的食材，將目標鎖定在機神皇鳥拉姆札身上。在壯烈的對決後，拉姆札認同了蘭西亞的能力，於是將自己身上的肉分了一些給蘭西亞。以這塊肉為素材所烹調出的料理，擁有人間難尋的美味。但由於在那之後再也沒人能取得拉姆札的肉，所以這道料理的食譜就此失傳。
琳

### 莎瑪王國
傑菲
在被諸神毀滅的莎瑪王國出身的龍騎士。
在同為龍騎士的父親從小嚴格的訓練下，傑菲14歲時便破格被任命為正式的龍騎士。才華洋溢的他，除了飛龍外，甚至連水龍也能夠輕鬆騎乘，是各方期待的下任龍騎士隊長第一候補。對莎瑪王國十分忠誠的他，更將國王的命令視為絕對，但也因此造成其判斷欠缺變通，招來致命的後果…
在一次的任務中因誤信錯誤的指示而失去了許多部下，雖然受到無限期的停職處分，但傑菲對王國的忠誠心毫無動搖，相信有一天能重新為國效力，而持續磨練自己的槍術。由於他十分擅長莎瑪王國特有的冰槍術，因此有＂龍冰騎＂的稱號。
雖之前因任務失敗而遭受停職處分，但由於諸神的侵略而重新回到龍騎士團。回到龍騎士團的他，彷彿要一掃怨氣般地在戰場上大大活躍，因此獲得了＂龍冰王＂的稱號，受到許多士兵們的尊敬。而他對王國的忠誠一往如昔，當諸神對莎瑪王國城內展開攻擊時，據說就是傑菲挺身保護了王族。
梅麗絲
在被諸神毀滅的莎瑪王國中，祭祀水神薩拉姆之教團的大僧侶。
莎瑪王國諸多領地皆與海相鄰，因此有許多人民祭祀水神薩拉姆。梅麗絲自幼便深受該教義影響，很早便以僧侶為目標而努力，並於16歲時正式成為僧侶。據說莎瑪王國的僧侶為了守護民眾，必須習得各種魔法，尤其特別擅長水屬性的魔法。
其以教義為優先的態度，被當權者批評是「食古不化」，但梅麗絲本人並不在意，堅持貫徹自身的意志。無身分高低、持續引導人們歸向正途的清廉態度，得到眾多信徒的支持。不僅有崇高的人望，也擁有強大的魔力，在諸神戰爭中以回復魔法拯救了無數性命。
威利卡
在被諸神毀滅的莎瑪王國近海活動的海賊。
和緩的外表和說話方式，經常會讓對手掉以輕心，不過看輕他的人馬上就會後悔。有別於他笨重的外觀，其靈敏動作與豪邁一擊能瞬間擊倒對手。當時他隸屬的海賊船船長曾說：『有那傢伙在，不管何時我都能喝個爛醉』而繼續飲酒作樂。
靠著高大的身軀與威嚴的鬍子就能在開戰前震懾對手，他的航海日記記載，與他威嚴的容貌相反，一開口通常只會冒出輕浮的話語，因此經常被部下斥責不要開口說話。即便如此，一旦展開戰鬥，威利卡便會化為惡鬼，就連海軍看到他的海賊旗也會落荒而逃。
賽利歐斯
在被諸神毀滅的莎瑪王國出身的騎士。
莎瑪王國騎士團的信條是「集體戰鬥」，但賽利歐斯總是獨自進行劍術訓練，因此被視為異類而遭到孤立。然而他的劍術遠遠凌駕同儕，因此當時的團長只得任命他為游擊隊隊長。隸屬於同部隊的騎士，看到他冷酷地打倒敵人的模樣，畏懼地稱呼他為＂冰騎士＂。
梅薩
以被諸神毀滅的莎瑪王國近海為根據地的海盜船船長。
還是嬰兒的他，是遇難船隻中唯一的生還者，被海賊船長威利卡拾獲並撫養長大，並從威利卡手中接下船長寶座。由於他那能夠驅使巨大斧頭的強大戰鬥力，以及和任何人都能輕鬆交談的個性，使得他受到同伴與近海的海賊們的信賴，因此獲得＂海王＂的稱號。
梅薩和同伴們悠哉的海賊生活，因莎瑪王國海軍的突然造訪而產生了變化。王國為了整肅積弱不振的海軍，提案讓身為海賊領袖的梅薩成為提督。原本相當厭惡當時腐敗海軍的梅薩，答應了海軍的請求，自此建立了比正規軍優秀的部隊。
斯提雅
在被諸神毀滅的莎瑪王國近海相當惡名昭彰的女海賊。
個性非常兇惡，紀錄上指出她揮舞著兩端附有刀刃、形似戰戟的武器，會讓接近她的敵人全部沉入一片血海之中。據說是因為斯提雅殺敵時的血回濺到她宛如冬雪般的白髮上，讓她有了＂冬彩的斯提雅＂這個稱號。此外，也有部分人士積極主張這個稱號是源於她那如冬天般的冰冷性格，以及她那有如綻放於寒冬中之花朵般地美貌。
討厭炎熱氣候的她，據說所揮舞的武器經常伴隨著雪一般的冰冷寒氣。她揮舞刀刃發出的攻擊，以及對手下的斥責，往往讓敵我雙方都為之凍結。另外斯提雅莫名地討厭活躍於同一片海域的海王梅薩，根據軼聞指出，有個提到梅薩名字的手下，當場被她賞了個大耳光。
涅米雅
出生於莎瑪王國托爾提亞武術學院的拳鬥士。
還是嬰兒時，就被拋棄在武術學院的大門前，之後被當時的院長收留。由於這樣的出生背景，涅米雅從懂事起就開始修行拳術，她揮舞雙拳施展的攻擊，具有從本人外表難以想像的破壞力。在涅米雅16歲生日時，身為養父的院長交給她一封信，信上寫有她真正雙親的線索，於是涅米雅便動身前往信上提到的烏莉克夏公國。
由於武術學院聚集了許多追求力量的男性，生長於這種環境下，涅米雅的行為舉止也變得相當男性化，本人對此感到相當介意。為此，當涅米雅為了尋找真正的雙親而在烏莉克夏公國旅行時，也被捲進了無數的紛爭中。涅米雅將嘲笑她舉止的男人一一擊潰，她也因此在當地出名。
艾莉茉
出生於被諸神毀滅的莎瑪王國之貴族小姐，是個將學術著作當作童書來讀的書蟲。
在她15歲時，發現了一本以未知文字寫成的書籍，從此之後，她便沉迷於解讀這本書的內容。當艾莉茉得知全世界有數座石碑上刻著和書中文字相似的符號，她便決定獨自踏上旅途，以閱讀書籍所學會的魔法為武器，前往魔物盤踞的未開拓區域。
隨著在未開拓區域各地發現了石碑，艾莉茉也漸漸地將書中內容解讀出來。之後她逐漸了解到，手中書籍所寫的內容，是關於某個魔法秘術。透過這項秘術，艾莉茉的魔法威力有了飛躍性的成長，甚至受人們尊稱為蒼賢姬。但由於尚未完全解讀出書中內容，因此她的旅途並未就此結束。
持續在世界各地進行探索的艾莉茉，最後終於踏入了諸神的國度。在那裡，她知道了自己手中的書籍乃是由神祇所撰寫而成的。諸神相當讚賞能進入諸神國度的艾莉茉，甚至對她提出成為諸神一員的邀請，但她卻拒絕了。據說得到諸神魔法知識的艾莉茉，在那之後便輾轉於各地，將諸神的知識傳授給人類。
帝爾瑪
出身於莎瑪王國托爾提亞武術學院的武鬥家。
鋼鐵般的肉體能施展無數的招式，搭配操控生命力的練氣術，在武術學院中已是最強級別的實力，但本人卻因沒有了能夠打得火熱的對手而出外旅行尋求與強者一戰。四處流浪之時聽得鬼人的傳聞，於是便前往巴瑠拉帝國，沒想到在路上有了改變命運的相逢。
在追求火熱戰鬥的旅途中聽得鬼人的傳聞而轉往巴瑠拉帝國的他，喜歡上在路上遇見的一名少女。帝爾瑪完全不在意少女自稱是機械人偶的解釋，有如剃頭擔子般一頭熱。而這股從來沒有過的情感，讓帝爾瑪身為武鬥家的境界又更加昇華。為了完成她的大願，帝爾瑪繼續磨練自己的技巧。

### 烏莉克夏公國
拉俐歐
居住於烏莉克夏公國郊外森林的獵人，同時也是烏莉克夏公國軍二公主親衛隊的弓將。
身為射箭好手的他在鄰近地區相當知名，有許多為了一睹拉俐歐技藝的人不惜從遠方前來造訪。而拉俐歐也很喜歡展現自己的箭術，有人來訪時便會開心的露一手。某天，公國的使者前去造訪拉俐歐，邀請他前往王宮。後世的歷史家指出，這起事件將成為拉俐歐命運的轉捩點。
身為知名的射箭好手，拉俐歐常受到邀請在王公貴族面前展現箭術，而對其箭術深感欽佩的二公主表示想僱用他。很高興能得到認同的拉俐歐雖然接受公主的提議成為軍人，卻因自由奔放的個性與軍旅生活衝突而感到苦惱。但，與他的意願相反，拉俐歐持續立下戰功，逐漸成長為一代名將。
立下無數戰功，同時和二公主傳出緋聞的拉俐歐，本人卻希望離開軍隊，回歸自由自在的獵人生活，這點從史書上的記載便能夠看出端倪。但他的願望終究未能實現，直到諸神招來大滅絕之時，拉俐歐始終守在二公主身旁。
克菈莉絲
活躍於被諸神毀滅的烏莉克夏公國的風水師，在諸神之戰中喚醒了體內操縱時間的能力，從此之後便被稱為『時操師』。
出生於在各地輾轉流浪的一族，因此未留下童年時期的紀錄。判讀自然規律並加以操縱的風水師，鮮少長留在某個特定場所，但克菈莉絲卻在烏莉克夏公國停留了10年。至今仍不清楚她的目的為何，有謠言說是『為了尋找藏在烏莉克夏的寶藏』，也有人說是『為了她的戀人』。
關於她身為時操師的紀錄並不多，有關克菈莉絲得到這份力量的契機，至今仍刺激著諸多學者的求知慾。有傳言說原本時操師的力量甚至能打破自然規律，但關於這一點並沒有留下相關紀錄。
札贊
莉蒂絲
達格拉斯

### 亞達爾瓦共和國
魏斯
小梅
格蘭飛爾
法爾瑪
艾米莉雅

### 菈薇妲共和國
露娜
米米露
瑪麗亞
海托
懷爾
艾兒瑪
艾姆
吉魯尼亞
彌賽兒

### 巴瑠拉帝國
三船
一刀秒
莉莉
西達
艾莉絲
朧
雷姆莉雅
毗修羅
洛基昂

### 阿闥婆共和國
傑連
於莎瑪王國托爾提亞武術學院受訓，出身阿闥婆共和國的武鬥家。
12歲時進入學院修行，平時總是嚷嚷著「我要成為最強的人！」，但傑連本人不知道的真相是…他之所以被送進武術學院，是他的父親為了改變他膽小的個性，因此拜託當時身為院長的朋友讓傑連入學。日復一日在一群魁武男人手下修行，讓傑連欲哭無淚的時光中，涅米雅不時會溫柔地關懷他，這也讓傑連對她萌生了好感。
拉斯海爾

### 巴爾米納
羅蘭
迪恩
艾蒂雅
羅庫斯
艾咪

### 阿姆達魯帝國
艾夏
伊璐・米娜

### 其他
雷歐路
艾露露
莉庫兒
瑟斐雅
菊理
澤布拉
提亞拉
傑魯邦
梅魯奇奧
DUEL-GX
冽潔
莉莉絲

### 六女神
芙蕾雅
諸神之戰時，為拯救眾人而戰的女神六姐妹的三女。
愛著雖然軟弱笨拙，但依然努力生活著的人類，跟隨長女—，持續拯救眾多弱者。傳聞她有著不論何人也能友好地相處的性格，為眾多人們取回笑容。另外也有她們姐妹之間的愛很強這一事被記錄下來。但是，在大戰的後期，與為首的鮮血三女神對立。
諸神之戰後期，因對人類絕望的鮮血三女神而令人們陷於苦難之際，與長女一同，與她們對抗。而那份持續拯救眾人的那份熱情，卻被鮮血三女神中的一柱—次女批評為「自我滿足」，遭受激烈攻擊。被深愛的姐姐以刀刃攻擊，與肉體所受的傷相比，她精神上的傷更加嚴重。
艾麗莎
諸神之戰時，為拯救眾人而戰的女神六姐妹的次女。
傳聞她對於自己身為一位女神一事十份自豪，行事必需要公正。同時因為這個原因，在遇見價值觀曖昧的人類，被認為是奇妙生物，與其他姐妹相比後更被加以否定。在大戰開始時，跟隨姐姐為拯救人類展開行動，在這期間，目擊到人類為數眾多的惡行。
與其他姐妹一樣為人類作出支援，在這期間，反反復復目擊到眾多人類的惡行，判斷出自己的行動是一個錯誤。其後，以她的刀刃陸續把人類斬殺，以鮮血三女神中的一柱被人懼怕。據說她之所以會針對站在人類方的三女，對她有著強烈的厭惡感，是因為對於人類的罪並不會作出制裁，而是選擇原諒。
寶拉
諸神之戰時，為拯救眾人而戰的女神六姐妹的六女。
傳聞她性格天真爛漫，總是展露著笑容。熱愛花草，有著重視小生命的溫柔之心。為守護與諸神相比起來是壓倒性弱者的人類，而開始與姐姐們一同戰鬥。但是，在得知本以為是弱者的人類，為了生存，而犧牲比自己更加軟弱的人類時，她開始對自己的行動產生疑問。
在諸神與人類的大戰中，看見人類為了保護自己的利益，而犧牲弱者的景象時，就不再站在拯救人類的立場，選擇移到消滅人類的那一方。當她遇到人殘酷地殺死其他生物時候，就會對該人作出同樣的行為。保持著天真的笑容，她掌管的花朵因鮮血染成紅色的模樣，令她在鮮血三女神的一柱之中，特別被人類所畏懼，有著這樣的記錄被殘留下來。
賽蕾
諸神之戰時，為拯救眾人而戰的女神六姐妹的四女。
立場中立，在充滿不同個性的姐妹中，把自己定為協調角色。在諸神企圖消滅人類時，雖然已經認識到人類的罪孽，但認為不應該將人類全部消滅，並選擇與姐妹一同守護人類的道路。傳聞她在與其他三位姐妹的道路有所分歧時，直至最後一刻她依然回避戰鬥，不斷說服。
在諸神與人類的大戰後期，與對人類絕望的三位姐妹「鮮血三女神」戰鬥。在姐妹中擔任協調角色的她，為了令姐妹們不再發生爭執而持續著說服著她們。但是，對人類所作出的惨烈行徑慚慚惡化，為了制止那殘酷的行為，只好行使武力制止。當她下定決心就變得強悍，對深愛的妹妹也不容饒恕，降下雷電。
索拉
諸神之戰時，為拯救眾人而戰的女神六姐妹的長女。
雖然性格溫厚，但也有一旦決定下來就絕不改變的頑固一面。但是，對於那份溫柔，妹妹中沒人會與她唱反調，據說五女只要見到的臉容就會微笑。雖然是因為那份溫柔而率領眾妹妹拯救人類，但那行動的結果卻挑起了姐妹們之間的鬥爭。
在諸神與人類的大戰時，拯救眾人，率領妹妹的行動。在過程中，三位妹妹在看見人類惡行後，產生出消滅人類這個想法，繼而改變起來。其後與被稱為鮮血三女神的妹妹們戰鬥，其中與五女的戰鬥令她悲痛至極。女神們之間的戰鬥結果並沒有殘留下來，這之後，就沒有人任何一人見過她們的身姿，記錄中只有留下這個事實。
瑪蒂雅
諸神之戰時，為拯救眾人而戰的女神六姐妹的五女。
為了最喜歡的姐姐，而贊成拯救人類的行動。但是，個性追求著理想的她，一直盡力守護著敬愛著的，也希望自己能在對方心中也有著同樣地位。同時，她曾多次看到人類的醜惡行為。所造成的結果，令她對於打算保護這種人類的姐姐，開始心懷憎恨。
在諸神與人類的大戰初期跟隨姐姐拯救眾人，在過程中得知人們的醜惡一面後，離開敬愛的姐姐。其後，率領姐妹、，成為鮮血三女神試圖消滅人類，但被、阻止。傳聞她的羽翼已經被人類所流下的血染成血色，而關於她所目擊的人類惡行，並沒任何資料殘留下來。

## 外部連結
- 《勇者前線》日版官方網站 （页面存档备份，存于） （日語）
- 《勇者前線》台版官方網站 （中文）
- 《ブレフロ》攻略Wiki （日語）
- 勇者前線研究所 （中文）
- 巴哈姆特勇者前線 （页面存档备份，存于） （中文）